# Pencran
Pencran település Franciaországban, Finistère megyében. Lakosainak száma 2229 fő (2022. január 1.). Pencran Dirinon, Landerneau, La Martyre, Plouédern, La Roche-Maurice és Saint-Urbain községekkel határos.

## Népesség
A település népességének változása:
| Lakosok száma | 538  | 1060 | 1182 | 1425 | 1862 | 1940 | 1970 | 2049 | 2089 | 2229 |
|               | 1968 | 1982 | 1990 | 2006 | 2013 | 2015 | 2017 | 2019 | 2020 | 2022 |